# Dia internacional del dret a la Veritat en relació amb les greus violacions dels drets humans i la dignitat de les víctimes
El Dia internacional del dret a la Veritat en relació amb les greus violacions dels drets humans i la dignitat de les víctimes és un dia internacional que se celebra cada any el 24 de març.
El 21 de desembre de 2010 l'Assemblea General de les Nacions Unides, a la Resolució 65/196, proclamà el 24 de març com a 'Dia Internacional per al Dret a la Veritat en relació amb les violacions greus dels drets humans i per a la dignitat de les víctimes'. En aquesta data, l'any 1980, fou assassinat el bisbe salvadorenc Óscar Arnulfo Romero, que fou un fervent defensor de la causa dels Drets Humans al seu país. L'Assemblea General de les Nacions Unides convida tots els estats membres, les organitzacions del sistema de les Nacions Unides i les altres organitzacions internacionals, així com les entitats de la societat civil, incloses les organitzacions no governamentals i els particulars, a observar de manera apropiada aquest Dia Internacional. Segons les Nacions Unides, el dret a la veritat sovint s'invoca en el context de les violacions manifestes dels drets humans i les infraccions greus del dret humanitari. Les víctimes i els parents de víctimes d'execucions sumàries, desaparicions forçades, desaparicions, segrest de menors o tortures exigeixen saber què va passar. El dret a la veritat comporta tenir un coneixement ple i complet dels actes que es van produir, les persones que hi van participar i les circumstàncies específiques, en particular de les violacions perpetrades i la seva motivació.